# Patricia Ruanne
Patricia Ruanne (Leeds, 3 giugno 1945 – Roma, 1º novembre 2022) è stata una ballerina, direttrice artistica e coreografa britannica.

## Biografia
Patricia Ruanne è nata a Leeds e ha studiato danza alla Royal Ballet School. Nel 1962 si è unita al Royal Ballet, di cui è diventata prima ballerina nel 1969. Con la compagnia ha danzato in ruoli principali in numerosi balletti, tra cui La sagra di primavera, Les Sylphides, Ondine, La bella addormentata, Raymonda, Il lago dei cigni, Sylvia, Les Biches e Giselle.
Nel 1973 si è unita al London Festival Ballet sotto la direzione di Beryl Grey e con la compagnia ha danzato in molti dei grandi ruoli del repertorio classico, neoclassico e romantico, tra cui Aurora ne La bella addormentata. Nel 1977 è stata la prima interprete del ruolo di Giulietta nel Romeo e Giulietta di Rudol'f Nureev, che ha danzato con lei nei panni di Romeo. Nel 1980 ha danzato nel film di Herbert Ross Nijinsky. Poco prima del ritiro dalle scene nel 1983, la compagnia ha portato in scena la prima britannica dell'Onegin di John Cranko. Marcia Haydée del Balletto di Stoccarda ha preparato personalmente Ruanne per il ruolo di Tatiana, per cui ha ottenuto grandi consensi di critica e pubblico e una candidatura al Laurence Olivier Award per l'eccellenza nella danza.
Dopo essere stata maitresse de ballet del London Festival Ballet dal 1983 al 1985, nel 1986 Nureev l'ha invitata ad assumere il ruolo di maestra di balletto del Balletto dell'Opéra di Parigi, una carica che ha ricoperto per dieci anni fino al 1996. Dal 1999 al 2001 è stata direttrice artistica del corpo di Ballo del Teatro alla Scala. Successivamente ha lavorato come répétitrice freelance per diverse compagnie prestigiose e il suo allestimento di Giselle è entrato nel repertorio del Teatro dell'Opera di Roma.
È morta a Roma nel 2022 all'età di 77 anni.